# MV Saint John Paul II
MV Saint John Paul II jest to szybki katamaran należący do Virtu Ferries. Zbudowany przez stocznię Incat w latach 2017-18, wszedł do służby jako prom między Maltą a Sycylią w marcu 2019. Jest to największy statek tego rodzaju na Morzu Śródziemnym, a drugi co do wielkości na świecie.

## Opis
„Saint John Paul II” jest największym szybkim katamaranem na Morzu Śródziemnym i drugim co do wielkości na świecie, przewyższającym parametrami MV Jean de La Valette, którego właścicielem jest również Virtu Ferries. Jego długość całkowita wynosi 110,6 m, a długość linii wodnej 101,9 m. Jego szerokość całkowita wynosi 28,2 m, zaś szerokość pojedynczego kadłuba to 5,4 m, zanurzenie wynosi 4,277 m. Jednostka składa się z dwóch aluminiowych kadłubów połączonych sekcją łączącą, przy czym przedni koniec zawiera centralną konstrukcję dziobową. Jego nośność wynosi 1 000 ton.
Główny napęd katamaranu to cztery silniki MTU 58000 M71L. Jest napędzany przez cztery pędniki strumieniowe Wärtsilä LJX 1500SR. Prędkość serwisowa statku wynosi około 38 w. (70 km/h, 44 mph).
Statek przeznaczony jest dla 900 pasażerów i 24 członków załogi. Posiada dwa poziomy pokładu, z częścią wypoczynkową klasy turystycznej i salonem Truck Drivers Lounge na poziomie 2 oraz częścią wypoczynkową Business Class i VIP Lounge na poziomie 3. Na statku znajdują się również sklepy z pamiątkami, salon gier, bary i sklep, a także pomieszczenia dla załogi. Statek może pomieścić 167 samochodów.

## Przebieg służby
Aby zapewnić większą przepustowość ruchu towarowego i pasażerskiego między Maltą a Sycylią, Virtu Ferries zamówił katamaran w lipcu 2016. W 2017 ogłoszono, że statek ten zostanie nazwany „Saint John Paul II”, na cześć papieża Jana Pawła II, który odbył podróż katamaranem Virtu Ferries ACC San Frangisk podczas swojej wizyty na Malcie w 1990. „Saint John Paul II” jest drugim zbudowanym przez stocznię Incat statkiem, nazwanym na cześć papieża, po HSC Francisco, nazwanym na cześć papieża Franciszka. Statek został zbudowany zgodnie z regułami towarzystwa klasyfikacyjnego DNV GL oraz IMO High Speed Craft HSC 2000, oraz z maltańskimi i włoskimi wymogami portowymi.
Katamaran został zbudowany jako „Hull 089” przez stocznię Incat w Hobart w Tasmanii. Jego projekt wykonała firma „Revolution Design and Seaspeed Consulting”, przetestowany zaś został przez brytyjską firmę „Qinetiq”. Budowa rozpoczęła się w 2017, a statek został uruchomiony w dniu 22 grudnia 2018. Próby morskie rozpoczęły się w styczniu 2019, a statek został przekazany do Virtu Ferries 24 stycznia. Jednostka została dostarczona na Maltę po dwutygodniowej podróży między 6 a 27 lutego 2019. 
Katamaran rozpoczął służbę w marcu 2019, zastępując „Jean de La Valette”. 10 marca 2019 był „dniem otwartym” statku, podczas którego ponad 12 000 ludzi przewinęło się przez jego pokłady. 11 marca 2019 MaltaPost umieściła na pokładzie katamaranu skrzynkę pocztową, listy do niej wrzucone oznaczone zostały jako paquebot.
Royal Institution of Naval Architects, międzynarodowa organizacja zrzeszająca projektantów morskich, określiła jednostkę mianem „znaczącego statku”.